# Dimitrie Cantemir
Pour les articles homonymes, voir Cantemir, Dimitrie Cantemir (Vaslui) et Dimitrie Cantemir (film).
Pour les autres membres de la famille, voir Famille Cantemir.
Dimitrie Cantemir, né le 26 septembre 1673 (ou le 5 novembre, ou encore le 26 octobre) à Silișteni ou à Iași en Moldavie, et mort le 21 août 1723 dans son domaine de Cantemir en Russie à Dmitrovka (aujourd'hui Dmitrovsk), est un encyclopédiste, compositeur, écrivain et souverain moldave qui règne en Moldavie en 1693 et de 1710 à 1711. 

## Biographie
Fils du prince Constantin Cantemir, Dimitrie Cantemir se forme à la cour de Iassy où il apprend le grec, le latin et les langues slaves. Très tôt, il est remarqué pour sa mémoire encyclopédique. 
À l'âge de quinze ans, il est, comme la plupart des boyards roumains de famille princière, invité comme gage (otage) à Constantinople, où il passe plus de vingt ans après y avoir parachevé ses études, conformément à la tradition. Il y apprend des langues occidentales (français, allemand, italien, espagnol) et orientales (arabe, persan, turc).
La monarchie est élective dans les principautés roumaines de Moldavie et de Valachie, comme en Pologne voisine. Le souverain (voïvode, hospodar ou domnitor selon les époques et les sources) est élu par (et souvent parmi) les boyards, puis agréé par les Ottomans : pour être nommé, régner et se maintenir, il s'appuie sur les partis de boyards et fréquemment sur les puissances voisines, habsbourgeoise, russe et surtout turque, car jusqu'en 1859 les deux principautés étaient vassales et tributaires de la « Sublime Porte ». En 1710, élu par les boyards conformément à la constitution moldave, Dimitrie Cantemir est adoubé hospodar de la Moldavie par le sultan ottoman Ahmed III, suzerain de la principauté de Moldavie. Cantemir, comme beaucoup de ses prédécesseurs, cherche à se dégager de la tutelle turque : il accepte en 1710 les offres que lui fait le tsar Pierre le Grand, alors en guerre avec l'Empire ottoman, et joint ses troupes aux armées russes : d'après le traité moldo-russe, la Moldavie devait être érigée en principauté héréditaire pour la famille Cantemir, sous la protection de la Russie, avec le but d'unir la Moldavie et la Valachie, et en faire une entité indépendante, embryon de la future Roumanie (projet qui ne se réalisera qu'en 1859). 
L'armée moldo-russe est défaite l'année suivante sur le Prut par les Ottomans et Dimitrie Cantemir doit s'enfuir en Russie ; son ami Pierre le Grand lui décerne le titre de prince de l'empire russe, avec des domaines considérables en Russie (comme ceux du futur palais de Tsaritsyno) et en Petite Russie (aujourd'hui en Ukraine). Très bien traité par le tsar, Cantemir figure au nombre des fondateurs de l’Académie des arts et des sciences de Saint-Pétersbourg. Il voyage beaucoup en Occident où il est connu comme lettré.
Selon un livre récent (Les Cantemir par Stefan Lemny ed. Complexe), ce n'est pas lui-même mais son fils Antioh qui aurait voyagé en Occident et y aurait fait éditer et connaître les écrits du prince. Dimitrie Cantemir s'éteint à l'âge de 50 ans dans son domaine de Cantemir, laissant plusieurs enfants dont un fils, le prince Antioh Cantemir, poète et écrivain russe, qui étudia avec, entre autres, Bernoulli, Bilfinger, Bayer et Gross à l'Académie des arts et des sciences de Saint-Pétersbourg et fut ambassadeur de Russie à Londres et à Paris, où il rencontra Voltaire.

## Legs artistique et culturel

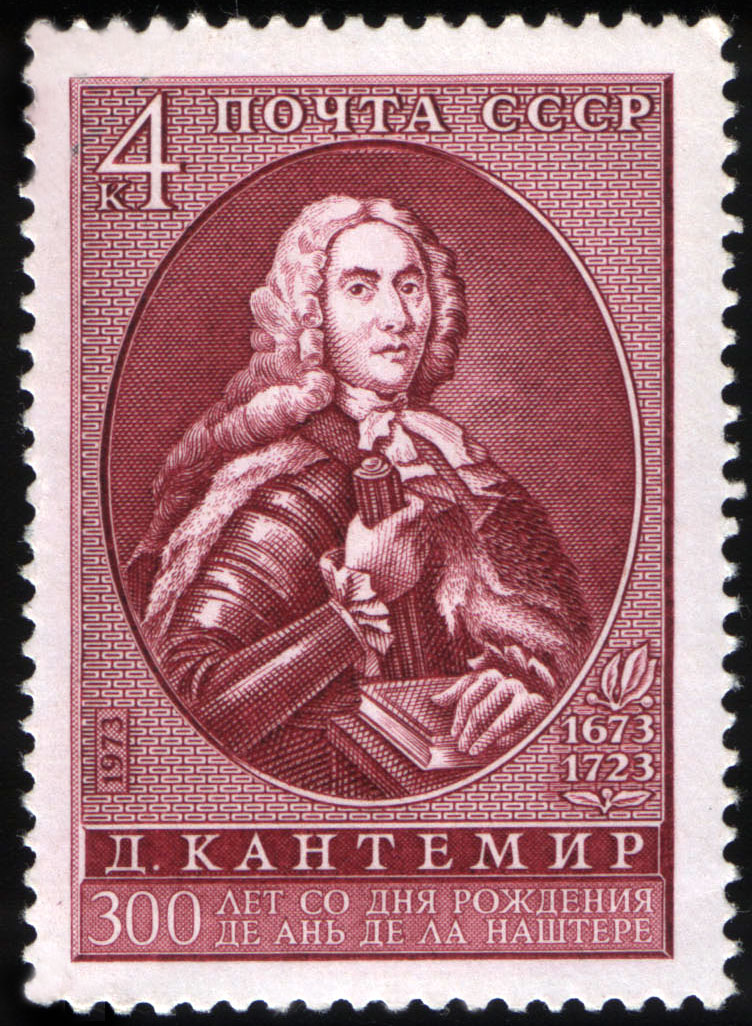
Timbre de l'Union soviétique, Dimitrie Cantemir, 1973 (Michel 4175, Scott 4132).

Cantemir pratiquait onze langues, tant anciennes que modernes. Mathématicien, musicien, compositeur, architecte, historien, cartographe, philosophe et romancier, c'est l’une des personnalités de la culture européenne, aujourd'hui oublié en raison de ses origines (les personnalités issues de petits pays sont peu présentes dans la mémoire collective occidentale). Dans son dernier ouvrage, L’historique de l’ancienneté des Roumano-moldo-valaques, il montre la latinité des Roumains et le rôle que les principautés roumaines (dites « danubiennes ») ont joué dans la défense de l'Europe face aux Tatars d'abord (la famille Cantemir est elle-même d'origine tatare : son patronyme vient d'un Khan Temir (« fer », cf. turc moderne demir) christianisé), et face à la civilisation ottomane ensuite.
Les œuvres musicales de Dimitrie Cantemir reflètent à la perfection le style oriental. Interprète musical reconnu en son temps, il a également transcrit plus de 350 œuvres instrumentales des XVIe et XVIIe siècles, selon un système alphabétique personnel de notation.
Dimitrie Cantemir est aussi l'auteur d'ouvrages sur l'histoire ottomane et moldave, sur l'Islam et sur la langue arabe. Son œuvre d'homme de plume se concentre entre 1711 et 1719. Humaniste reconnu, il est nommé à l'Académie de Berlin en 1714 . C'est cette dernière qui lui commande sa Descriptio Moldaviae, qu'il rédige en latin en 1714 et qui reste l'un de ses ouvrages les plus connus. 
Il a aussi réalisé, à la main, une grande carte géographique détaillée de la Moldavie.
Cantemir élargit la sphère de la littérature historique dans la direction de la métaphysique et de la littérature de fiction. Il est, entre autres, l’auteur d’un dialogue philosophique en roumain intitulé Divan ou la Dispute du sage avec le monde ou le Jugement de l’âme avec le corps, publié à Iași en 1698. C’est un petit traité d’éthique. 
Cantemir est un philosophe stoïcien et ses « pleurs » anticipent les lamentos préromantiques.
Il est l'auteur aussi du premier roman en roumain, L’Histoire hiéroglyphique, rédigé à Constantinople en 1705, roman fabuleux et pamphlet politique, véritable Roman de Renart roumain.
Il est enfin l'auteur, en turc, du Livre de la science de la musique, dans lequel il développe un système de notation de la musique ottomane et dans lequel figurent ses propres compositions. Jordi Savall en a édité une compilation intitulée Istanbul.

## Œuvres de Cantemir
Classées sommairement selon leur date de rédaction, la majorité n'ayant pas connu d'éditions.
Écrits à Constantinople et en Moldavie
- Les essais philosophiques: œuvre de jeunesse
- Divanul sau Gâlceava Înţeleptului cu lumea sau Giudeţul sufletului cu trupul (Iași, 1698), écrit en roumain, et traduit en grec et en arabe. En français: Le divan ou la dispute du sage avec le monde ou le jugement de l'âme avec le corps. La troisième partie du travail représente une traduction d'après un livre – Stimuli virtutum froena paccatorum – d'un auteur unitarien d'origine lituanienne, Andra Wissowatius (1608-1678), adepte de l'interprétation rationaliste de la Bible »
- Kitab-i ilm-i musiki ("Le Livre de la science musicale") (en turc)
- Sacrosantae scientiae indepingibilis imago ou Imaginea ştiinţei sacre, care nu se poate zugrăvi ("L'Indescriptible Image de la Science sacrée"): traité inachevé (Constantinople, 1700)
- L’Histoire hiéroglyphique (1705)
- Compendiolum universae logices institutionis

Écrits en Russie
- Descriptio Moldaviae (1714): œuvre de vulgarisation, du point de vue du gouvernant.
- Historia moldo-valchica – Histoire moldo-valaque (ébauche en latin, 1714-1716) ou Chronique de l’Antiquité des Romano-Moldo-Valaques (en roumain, 1717-mort) : œuvre d’historien
- Histoire des maisons Brancovan et Cantacuzène, 1795
- La Vie de Constantin Cantemir dit le Vieux, prince de Moldavie, en latin
- Incrementa atque decrementa aulae othomanicae (1714-1716) en latin, trad. en anglais par Nicolas Tindal, Londres, 1734 [5], en allemand[6] et en français, sur la version anglaise, par de Jonquières sous le titre Histoire de l'empire othoman où se voyent les causes de son aggrandissement et de sa décadence, Paris, chez Barois fils, 1743[7]. C'est l'œuvre de Cantemir la plus connue en Europe.
- Système de la religion mahométane, Saint-Pétersbourg, 1722: première œuvre entièrement consacrée à l'Islam écrite en russe.
- Monarchiarum physica examinatio ("Recherche sur la nature des monarchies")
- Passages incertains du catéchisme, écrit en latin, puis russe, non publié. Pamphlet contre le catéchisme de Théophane Prokopovitch, Le Premier enseignement des enfants.
- Collectanea orientalis: manuscrit rassemblant ses recherches lors de l'expédition du Caucase de 1721.

## Au cinéma
- Dimitrie Cantemir, film soviétique de Vlad Ioviță sorti en 1973 ;